# Hrvatski crkvenoslavenski jezik
Hrvatski crkvenoslavenski jezik, nazivan i hrvatski starocrkveni jezik, jest najstariji oblik hrvatskoga književnog jezika. Razvio se iz starocrkvenoslavenskoga jezika, prvoga slavenskoga književnog jezika, koji je nastao u 9. stoljeću. Iako su se mnogi drugi jezici također razvili iz starocrkvenoslavenskoga, hrvatski crkvenoslavenski jezik poseban je po tomu što se pisao na glagoljici. Najstariji spomenici na hrvatskomu crkvenoslavenskom datiraju iz 11. ili 12. stoljeća.
Najčešće se koristio u bogoslužju, a najbolje je sačuvan u ritualima, psaltirima, brevijarima i misalima. U književnim tekstovima pomiješan je sa starohrvatskim čakavskim književnim jezikom.
Njegov fonološki sustav sličan je čakavskomu, osim što se u hrvatskomu crkvenoslavenskom pojavljuje fonem jat. Često su prisutne participske konstrukcije, poput dativa i instrumentala apsolutnoga kojima se prevodio latinski ablativ apsolutni. Ima složen sklonidbeni i glagolski sustav u kojemu su prisutni asigmatski i prvi sigmatski aorist.

## Usporedba s današnjim hrvatskim jezikom
| hrvatski crkvenoslavenski | današnji hrvatski |
| ------------------------- | ----------------- |
| jegda                     | kada              |
| glagolati                 | govoriti          |
| cêsarstvo                 | kraljevstvo       |
| čto                       | što               |

Inačica molitve »Zdravo, Marijo« na hrvatskomu crkvenoslavenskom jeziku:
Inačica molitve »Zdravo, Marijo« na današnjemu hrvatskom jeziku:

## Daljnje čitanje
- Gadžijeva, Sofija; Kovačević, Ana; Mihaljević, Milan; Požar, Sandra; Reinhart, Johannes; Šimić, Marinka; Vince, Jasna. 2014. Hrvatski crkvenoslavenski jezik. Bibliotheca Glagolitica Croatica. Hrvatska sveučilišna naklada – Staroslavenski institut. Zagreb. ISBN 978-953-169-289-2.